# Sérapias en cœur
Serapias cordigera
Espèce
Classification phylogénétique
Statut CITES
Le Sérapias en cœur (Serapias cordigera) est une espèce de plantes herbacées pérenne de la famille des Orchidacées.

## Description
Plante mesurant de 20 à 50 cm. La base de la tige feuillée est maculée de pourpre. Les fleurs sombres varient de 3 à 10 par tige. Le grand labelle atteint environ 35 mm de long et est garni, à sa base, de 2 lames sombres divergentes.
Chez les Serapias (et les Epipactis), le labelle est composé de 2 parties successives : épichile et hypochile.
Dans le cas de Serapias cordigera, la partie externe du labelle, l'épichile, en forme de cœur est assez plat, dirigé vers le bas ; il est aussi large que la partie interne du labelle, l'hypochile (étalé).

## Période de floraison
Floraison en mai et juin.

## Habitat et écologie
C'est une espèce que l'on rencontre sur des substrats acides ; sur des pelouses mésophiles et anciennes terrasses de culture, entretenues par une fauche annuelle.  

## Menaces et protection
Cette espèce est inscrite sur 
- Liste rouge européenne de l’UICN (2011) "Préoccupation mineure (espèce pour laquelle le risque de disparition de métropole est faible)"
- Liste rouge de la flore vasculaire de France métropolitaine (2019)
- Liste rouge de la flore vasculaire d'Aquitaine (2018)
- Liste rouge de la flore vasculaire de Bretagne (2015)
- Liste rouge régionale de la flore vasculaire de Corse (2015)
- Liste rouge de la flore vasculaire du Limousin (2013)
- Liste rouge de la flore vasculaire de Midi-Pyrénées (2013)
- Liste rouge de la flore vasculaire des Pays de la Loire (2015)
- Liste rouge des Orchidées de Poitou-Charentes (2016)
- Liste rouge de la Flore vasculaire de Poitou-Charentes (2018)

## Galerie

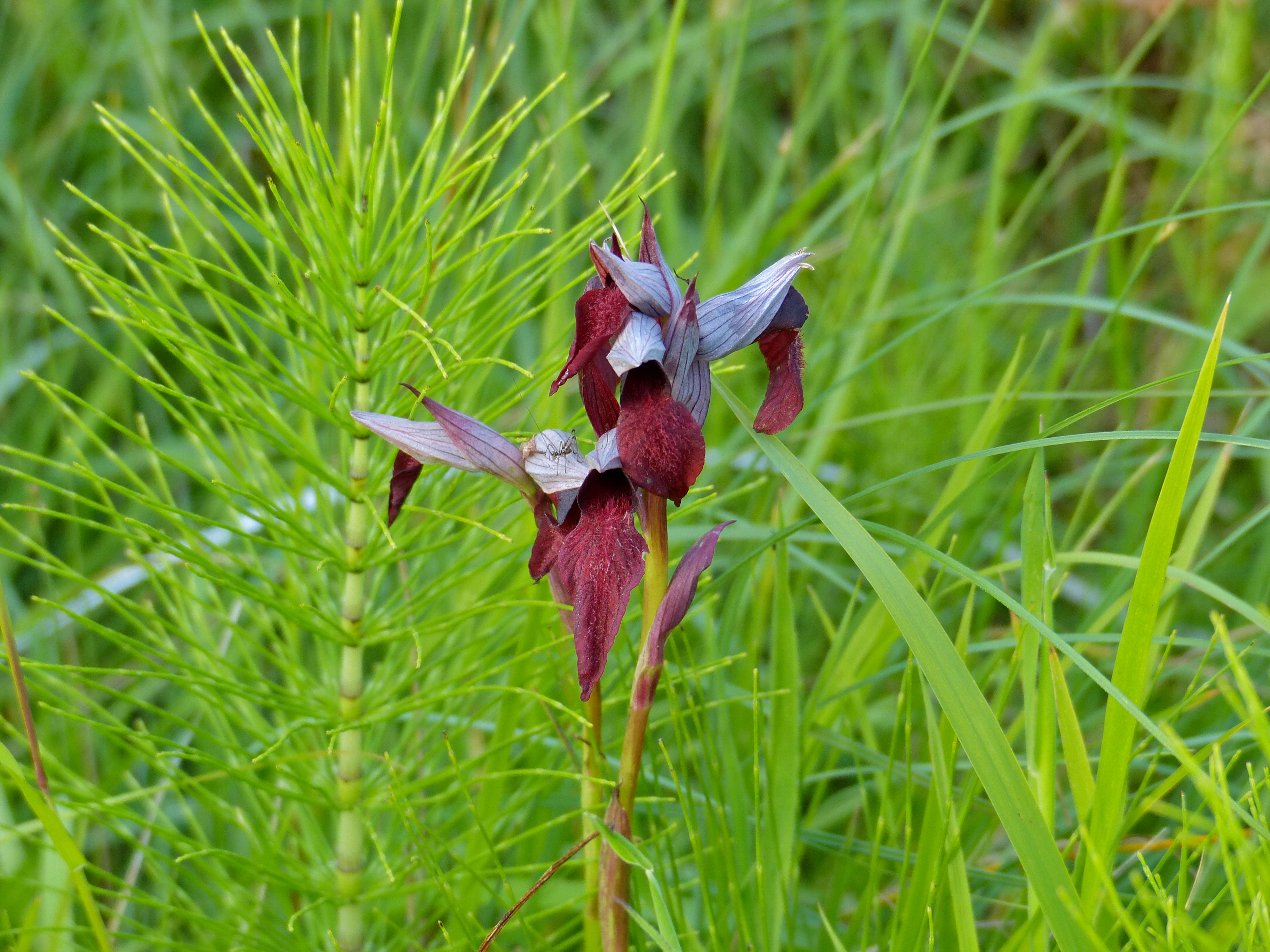
Sérapias en cœur (Asturies, Espagne)
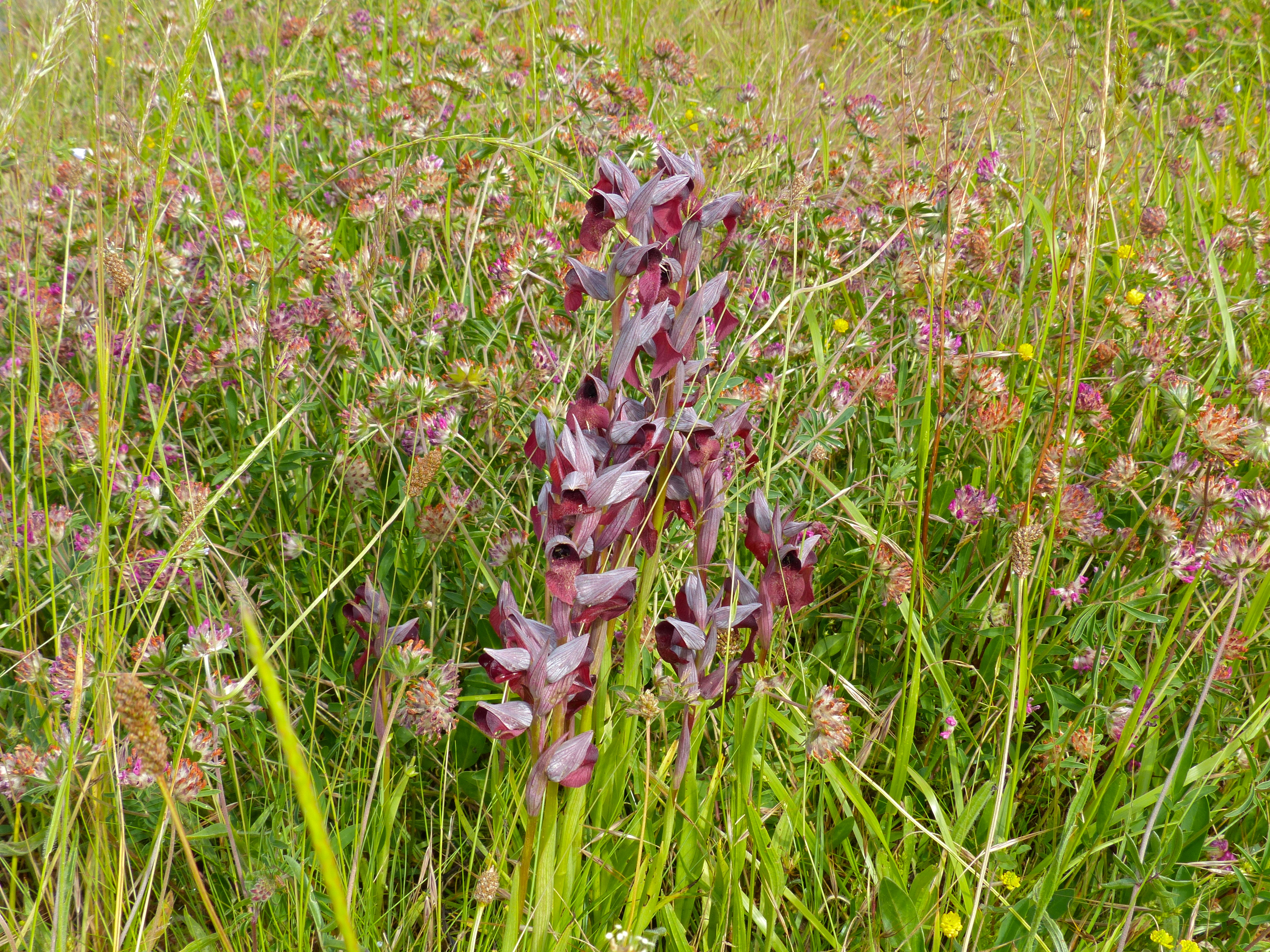
Ensemble de la plante
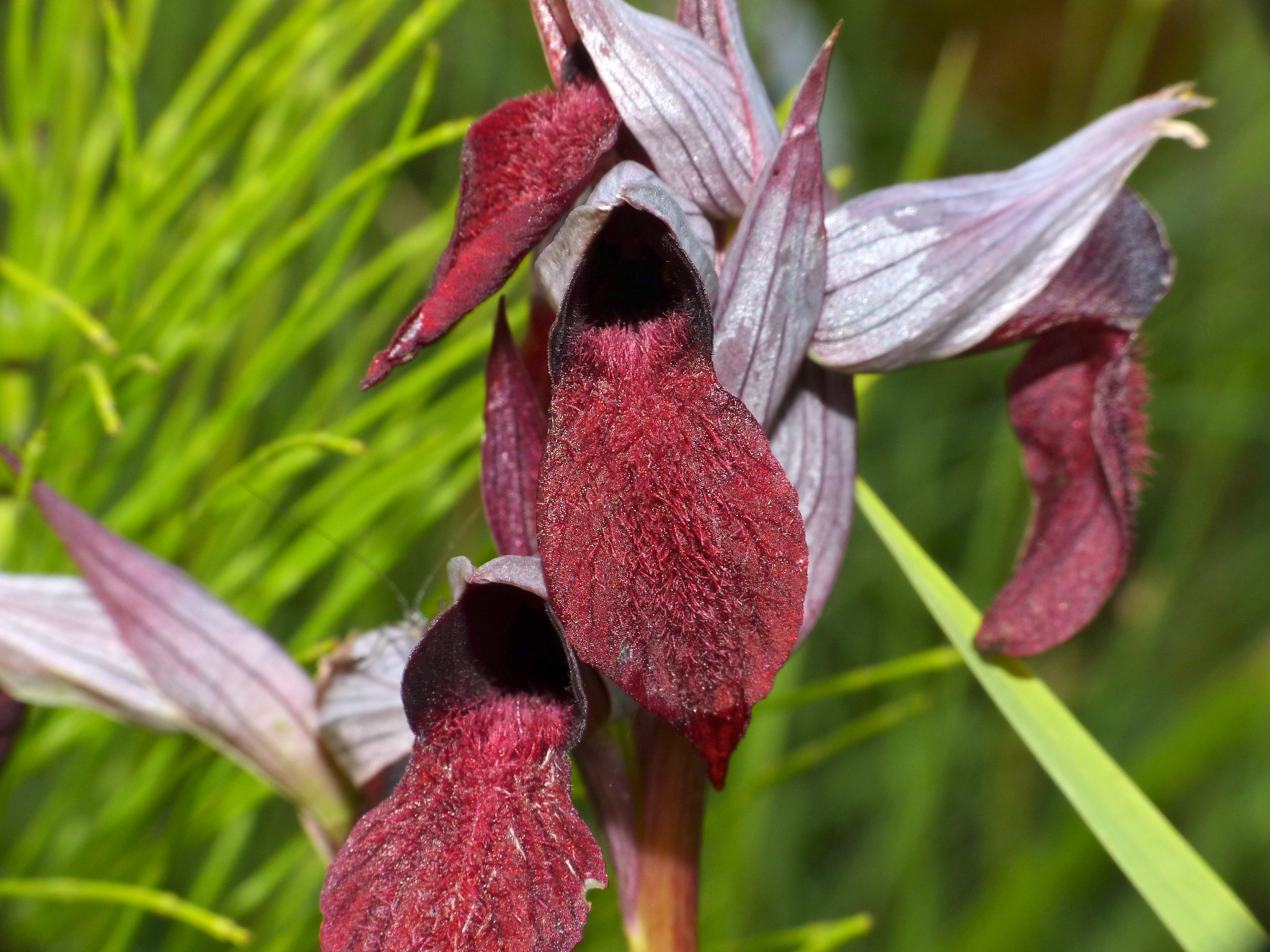
Détail de la fleur